# Region Oeste
Region Oeste (portugisiska Oeste, Região do Oeste) är en statistisk underregion (NUTS 3) i mellersta Portugal.                                                                                                                                                            
Den är en del av den statistiska regionen Mellersta Portugal (NUTS 2).
Ytan uppgår till 2486 km² och befolkningen till 362 540 invånare (2011).
Dess huvudort är Caldas da Rainha.
Underregionen Oeste omfattar norra delen av distriktet Lissabon och södra delen av distriktet Leiria, och sammanfaller geografiskt med Comunidade Intermunicipal do Oeste ("Oestes kommunalförbund"; ”OesteCIM”).

## Kommuner
Region Oeste omfattar 12 kommuner (concelhos).
- Alcobaça
- Alenquer
- Arruda dos Vinhos
- Bombarral
- Cadaval
- Caldas da Rainha
- Lourinhã
- Nazaré
- Óbidos
- Peniche
- Sobral de Monte Agraço
- Torres Vedras

## Största orter
1. Torres Vedras
2. Alcobaça
3. Caldas da Rainha
4. Alenquer
5. Peniche
6. Lourinhã
7. Nazaré
8. Cadaval
9. Arruda dos Vinhos
10. Bombarral
11. Óbidos
12. Sobral de Monte Agraço